# خان أباد (بربرود الغربي)
خان أباد (بالفارسية: خان‌آباد) هي قرية تقع في إيران في قسم بربرود الغربي الریفي. يقدر عدد سكانها بـ 529 نسمة .